# L'Héritage (roman de Paolini)
Pour les articles homonymes, voir L'Héritage.
L'Héritage (titre original : Inheritance) est le quatrième et dernier tome du cycle L'Héritage écrit par Christopher Paolini, publié le 8 novembre 2011 aux États-Unis puis le 20 avril 2012 en France. Le dragon représenté sur la couverture est Firnen.

## Résumé
Les Vardens assiègent Belatona, aidés d'Eragon et de Saphira. Lors de l'assaut, cette dernière est blessée par une Dauthdaert, une lance de mort forgée par les elfes à l'époque de la guerre contre les dragons. À la suite de la chute d'un mur du donjon, Roran passe à deux doigts de la mort, mais Eragon, Arya et Lupusänghren le retrouvent. Ils partent ensuite en quête de Lord Bradburn, le gouverneur de la ville. Alors qu'ils le retrouvent et le font prisonnier, ils apprennent l'arrivée des chats-garous. Nasuada reçoit le roi des chats, Grimrr Demi-Patte, qui lui offre l'aide de son peuple, sous réserve qu'un coussin destiné à un chat-garou soit placé à la droite du trône en cas de victoire à Urû'baen. La chef des Vardens accepte, en échange de quoi les chats-garous devront être examinés mentalement.
Après s'être restaurés, Eragon, Saphira et Arya tentent une fois de plus de sortir Glaedr du chagrin que lui cause la perte de son dragonnier, mais celui-ci refuse de communiquer. C'est alors qu'Albriech arrive en courant, réclamant l'aide d'Eragon pour l'accouchement de sa mère. Roran, qui terminait la lessive de Katrina, est également averti par Baldor. Tous se rendent à la tente du forgeron, puis attendent. Les femmes de Carvahall refusent l'aide d'Arya malgré ses compétences en la matière, et le bébé finit par naître, affligé d'un bec-de-lièvre. Les villageois supplient alors Eragon de faire quelque chose. Le garçon emmène le bébé dans sa tente, et passe le reste de la nuit à chanter des enchantements afin de réparer le visage de l'enfant, sous la surveillance de Gertrude. Ayant réussi, il s'attire les louanges des villageois, des soldats, mais aussi des elfes.
Alors que Nasuada et Orrin discutaient dans le château de Belatona, Orrin déclare que le pacte avec les Urgals doit être rompu. Après le refus catégorique de Nasuada, celui-ci propose alors de contourner Dras-Leona afin de marcher droit sur Urû-baen, ce qu'elle refuse également, jugeant cela trop dangereux.
Alors qu'Eragon prenait du repos dans sa tente, Nasuada confie la mission de prendre la ville d'Aroughs à Roran. Emmenant quelques hommes de Carvahall ainsi que son ami Carn, le magicien, Roran quitte le camp varden en direction du sud. Pendant ce temps, alors qu'Eragon s'entraîne à l'épée avec les elfes, Glaedr sort de sa torpeur afin de lui donner des conseils, puis se renferme à nouveau en lui-même; savoir Glaedr sorti de sa torpeur leur met cependant du baume au cœur à tous. 
Après quelques escarmouches, Roran arrive à Aroughs. Après en avoir débattu avec les soldats déjà présents, il décide d'utiliser les canaux parcourant la ville afin de pénétrer dans celle-ci. Il fait construire à ses hommes des barges, les solidifiant grâce à des plaques d'ardoises trouvées dans une carrière non loin de la ville ainsi que des sacs de farine trouvés dans les moulins jouxtant les canaux. Au prix d'une tentative d'assassinat, Roran réussit à mettre sur pied l'attaque et à effrayer les soldats venus les chasser. Puis, mettant en œuvre son plan, il parvient à rentrer dans la ville avec ses hommes. Carn est tué en combattant le magicien ennemi (il réussit cependant à entraîner son ennemi dans la mort). Roran se prend une flèche à pointe dentelée dans le dos alors qu'ils étaient à la recherche du gouverneur de la ville, mais le capitaine Brigman reprend le contrôle des opérations, après avoir extrait la flèche de Roran, et la prise de la ville se déroule comme prévu.
Pendant ce temps, les Vardens arrivent à Dras-Leona. Ils s'apprêtaient à attaquer la ville lorsque Thorn fait son apparition. Depuis, le siège se poursuivait sans attaque d'aucun camp, jusqu'à ce que Jeod annonce avoir trouvé un passage secret. Eragon, Arya, Angela et Wyrden (un des douze elfes affectés à la protection d'Eragon), décident de s'y rendre afin d'ouvrir la porte de l’intérieur, mais Wyrden  est tué par les puissants et ancestraux sortilèges des améthystes présents dans le passages, tandis que les trois autres sont capturés par les prêtres de Helgrind. Cependant, Angela l'herboriste réussit à se délivrer et libère Arya et Eragon avant que des nouveaux œufs de Ra’zacs éclosent et dévorent le dragonnier et l'elfe. Ils suivent ensuite les couloirs jusqu'à remonter à la surface et se retrouvent dans la cathédrale de Dras-Leona, où ils affrontent les prêtres et les disciples. Ils se mesurent ensuite au grand prêtre, qui réussit l'exploit de tenir mentalement en échec un dragonnier, une des plus puissantes des elfes, un chat garou et une sorcière, tout en étant dangereux pour tous, avant qu'Angela le tue avec un poignard enchanté.
Pendant ce temps, Saphira, chevauchée par Lupusànghren, occupait Murtagh et Thorn afin que ceux-ci ne remarquent pas qu'Eragon s'infiltrait derrière leurs lignes. Ils se dirigent alors vers la porte, puis ouvrent afin de laisser entrer les Vardens. Malgré l'euphorie de la victoire qui s'ensuit, Eragon et les elfes pleurent la perte de Wyrden. Le dragonnier passe un moment dans sa tente en compagnie d'Arya, à boire pour oublier. Puis, Thorn lance une attaque surprise avec des soldats immunisés contre la douleur, tandis que Murtagh enlève Nasuada afin de l'emmener à Urû-baen. 
Alors devenu chef des Vardens, Eragon décide d'entreprendre un voyage à Vroengard, sur les instances de Solembum. Accompagnés de Glaedr, Eragon et Saphira s'envolent vers l'ile ancestrale des dragonniers. Ils essuient une formidable tempête, mais parviennent finalement sur l'île, où ils pénètrent dans la Crypte des Ames après avoir décliné leurs vrais noms (conformément au conseil donné par Solembum longtemps auparavant). Ils découvrent alors des centaines d'Eldunarì et d'œufs de dragons, cachés ici au temps de la chute, afin de préserver la race des dragons. Forts de leur découverte, ils s'envolent vers Urû-baen accompagnés des Eldunarì, laissant les œufs cachés.
Arrivés au camp varden, ils révèlent l'existence des Eldunarì à quelques personnes triées sur le volet, puis décident d'un plan d'attaque. Alors que des elfes ouvrent une brèche dans la muraille, Roran mène son bataillon de l’autre côté. D’autres elfes créent une réplique parfaite de Saphira afin d’attirer Murtagh de l’autre côté de la ville. La vraie Saphira, accompagnée d’Arya, Elva, et de douze autres elfes pénètre dans la ville puis se dirige droit vers la citadelle. Après avoir déjoué tous les pièges de Galbatorix, ils se retrouvent devant le roi qui les attendait. Celui-ci ordonne à Murtagh et Eragon de se battre tandis que les Eldunarì du roi tiennent en échec ceux d’Eragon. Ce dernier plante ensuite son épée dans le ventre de son demi-frère avant de se retourner vers le roi pour le provoquer en duel. Murtagh lui fait alors comprendre qu’il a changé de camp et désactive les protections magiques du roi. Celui-ci prend alors le contrôle de l’esprit d’Eragon, tentant de le faire se soumettre. Le jeune dragonnier lance alors un sort qui neutralise le roi, puis lui plante également son épée dans le ventre. 
Pendant ce temps, les Vardens étaient décimés un à un par le chef de l’armée, Lord Barst, aidé d’un Eldunarì. Il tue même la reine des elfes, Islanzadi, en combat singulier, la prenant en traitre. Roran finit pourtant par le tuer au prix de nombreuses blessures.  Nasuada est ensuite couronnée reine du royaume, et envoie Eragon vider les villes des dernières poches de résistance. Pendant ce temps, le dernier des dragons retenu par Galbatorix éclot pour Arya, qui l’élève au Du Weldenvarden ; elle est dans le même temps couronnée reine des elfes pour remplacer sa mère. Le dragon, Fírnen, devient le compagnon de Saphira.
La série l’Héritage se termine alors qu’Eragon et Saphira quittent l’Alagaësia afin d'entraîner les futurs dragonniers. Avant de partir, Arya fait comprendre à Eragon la réciprocité de ses sentiments, mais ils se disent adieu en sachant qu'un autre destin les attend.